# Acalypha humbertii
Acalypha humbertii é uma espécie de flor do gênero Acalypha, pertencente à família Euphorbiaceae.